# Kaapmuiden
Kaapmuiden (afrikaans) ist ein südafrikanischer Ort in der Gemeinde Nkomazi, Distrikt Ehlanzeni in der Provinz Mpumalanga. Er liegt rund 40 Straßenkilometer östlich von Mbombela. Im Jahre 2011 hatte Kaapmuiden 270 Einwohner in 120 Haushalten.

## Beschreibung
Der Ortsname Kaapmuiden leitet sich von einer landschaftlichen Situation ab; die Stelle, wo der Kaap River in den Crocodile River mündet (von afrikaans „muiden“). Der Kaap River entspringt nordöstlich von Barberton.
Kaapmuiden wurde am Südufer des Crocodile River erbaut und hat als Eisenbahnknotenpunkt mit den wirtschaftlich bedeutsamen Abzweigungen von der Bahnstrecke Pretoria–Maputo Bekanntheit erlangt. Die nach Norden abzweigende Strecke verläuft bis nach Tzaneen und von ihr zweigt eine Nebenstrecke in das Bergbaugebiet um Phalaborwa ab. Die nach Süden verlaufende Nebenstrecke endet im Bergbauort Barberton.
Am Nordufer des Flusses und unmittelbar gegenüber von Kaapmuiden erstreckt sich die Townshipsiedlung Matsulu mit fast 50.000 Einwohnern, die zu 99 Prozent Siswati sprechende Schwarze sind (Zensus 2011).

## Sehenswürdigkeiten

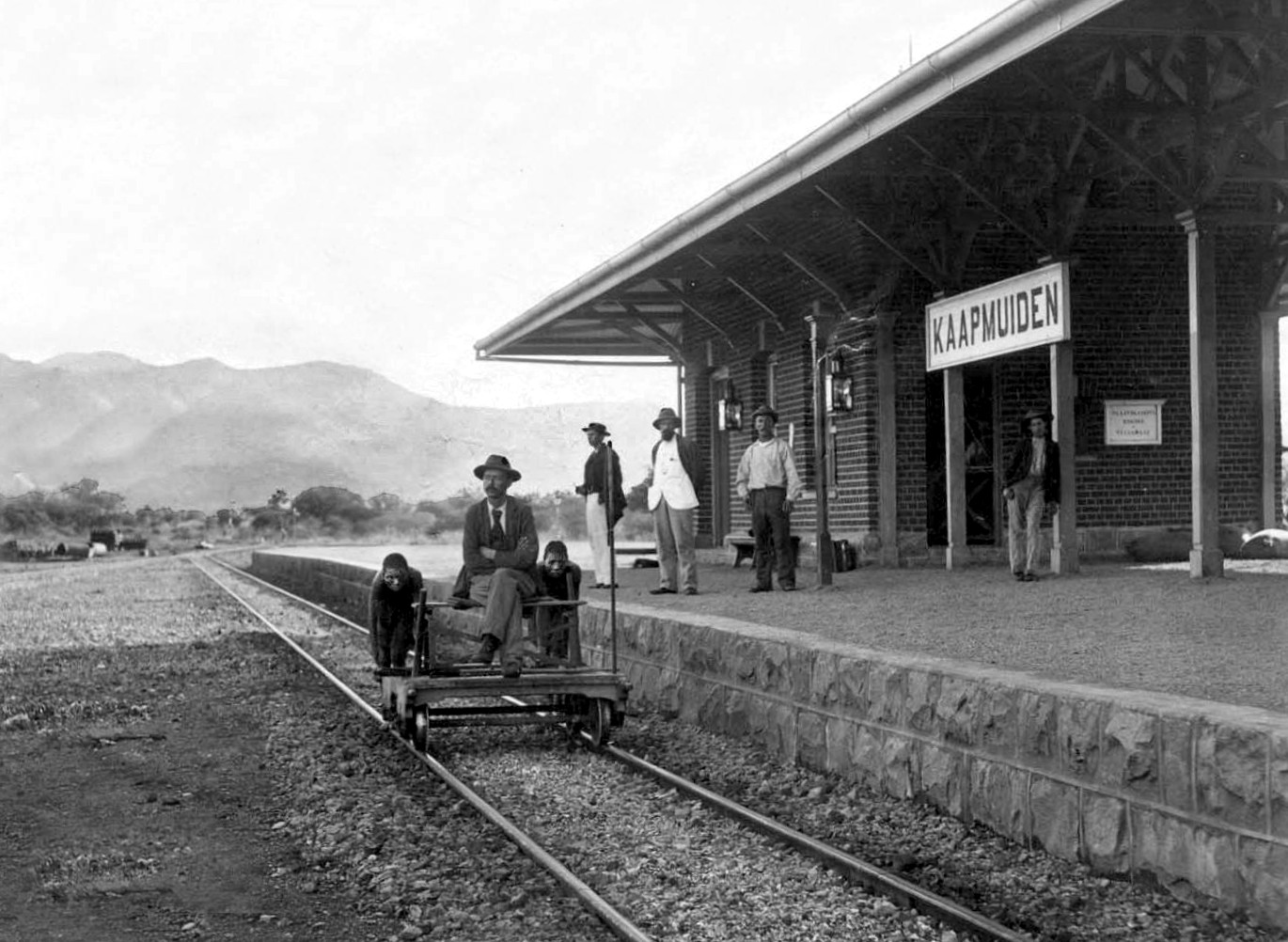
Bahnhofsstation Kaapmuiden um 1893

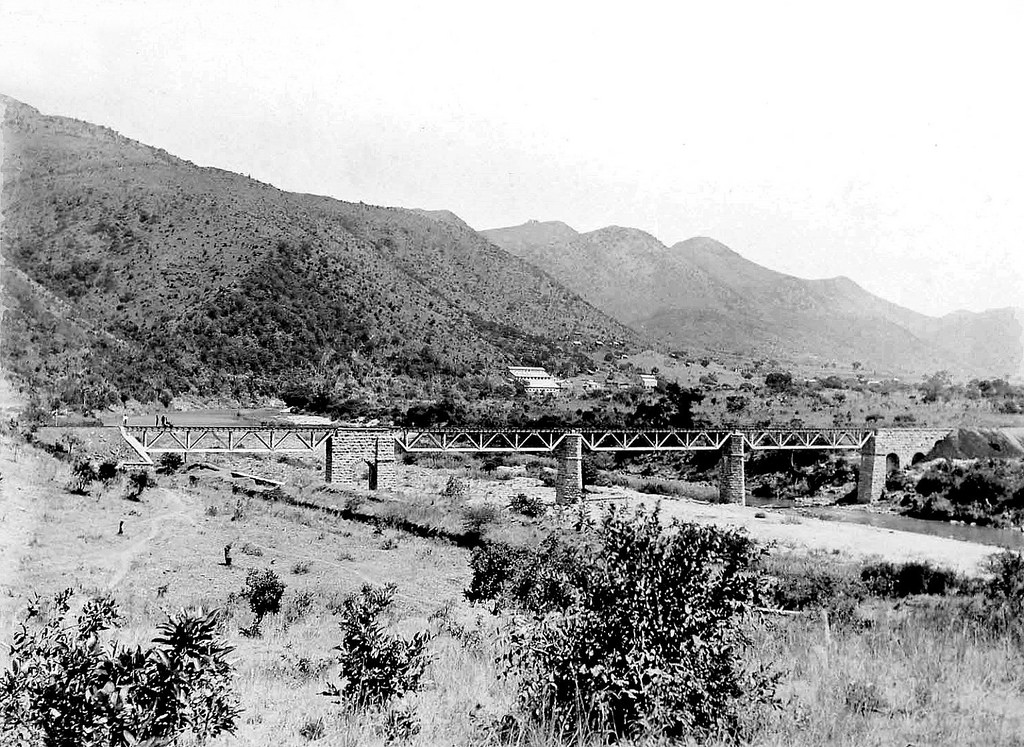
Die 1895 erbaute Brücke der Strecke nach Barberton bei der Station Sheba im Tal des Kaap River (28 Kilometer von Kaapmuiden)

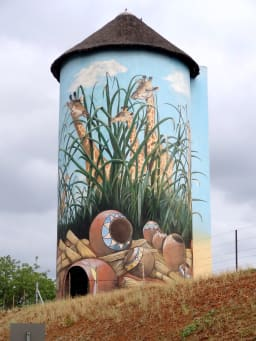
Ehemaliges Getreidesilo

Wegen der Bedeutung des Eisenbahnknotenpunktes entstand im Ort ein größeres Bahnhofsgelände mit Rangiergleisen. Das weitgehend ursprünglich erhaltene Bahnhofsgebäude wurde durch Bauingenieure der Nederlandsch-Zuid-Afrikaansche Spoorwegmaatschappij errichtet und ist eines der wenigen zeitgenössisch erhaltenen Bauwerke dieses Zwecks an dieser Eisenbahnstrecke.
Der landwirtschaftliche Charakter der Siedlung ist an einigen sehenswerten, älteren Gebäuden mit ihren Blechdächern entlang der Hauptstraße erkennbar. Zudem wird er von einem weit sichtbaren Getreidesilo repräsentiert, das inzwischen stillgelegt ist und eine farbige Gestaltung zur Werbung für die Region erhalten hat. Der Kruger-Nationalpark ist nur 25 Kilometer entfernt.
Durch die South African Heritage Resources Agency sind hier einige frühgeschichtlichen Funde sowie Zeugnisse der Besiedlung durch europäische Einwanderer untersucht und dokumentiert worden.
An der Regionalstraße R38 und 6 Kilometer von Kaapmuiden entfernt, befindet sich ein künstlerisch gestalteter Steingarten, der traditionelle Muster und Farbkompositionen der hier ansässigen Swasi-Bevölkerung zeigt. Der Farmarbeiter Nukain Mabusa (gest. 1981) schuf damit in den 1960er und 1970er Jahren einen inzwischen überregional bekannten Skulpturengarten. Er nutzte die reichlich vorhandenen Felsgruppen und -gerölle auf einem landwirtschaftlich unbrauchbaren Gelände der Farm Esperado bei Revolver Creek für eine intensive farbige Gestaltung dieser Steine. Dieses inzwischen als Openair-Atelier etablierte Areal ist von mehreren Publikationen aufgegriffen und beschrieben worden. Seinen Anfang nahm dieses künstlerische Areal mit der Ausgestaltung des von ihm selbst erbauten Wohnhauses. Darüber wurde erstmals 1973 in der in Nelspruit (heute Mbombela) verlegten Zeitung Vulamehlo durch einen Lokalreporter berichtet. Im Jahre 2013 erschien ein Werkverzeichnis mit dem Titel The Painted Stone Garden of Nukain Mabuza.

## Verkehr
Auf dem Landweg ist Kaapmuiden über die Nationalstraße N4 aus Richtung Pretoria oder Maputo (Mosambik) erreichbar. Die im Ort von der N4 nach Süden abzweigende Regionalstraße R38 verläuft über Barberton bis nach Standerton. Im Ort befindet sich ein in Betrieb befindlicher Bahnhof der Eisenbahnstrecke Pretoria–Maputo.

## Wirtschaft
Kaapmuiden ist eine landwirtschaftliche Siedlung. Die Talebene des Crocodile River ist sehr fruchtbar und ein lokales Bewässerungssystem ermöglicht eine rege Agrarwirtschaft. Es gibt im Ort eine überregional bekannte Fleischerei und einen Golfplatz sowie einige Übernachtungsmöglichkeiten. Im Umfeld des Ortes betreiben Farmen eine intensive Landwirtschaft. Es werden hier Zuckerrohr, Gemüse und subtropische Früchte angebaut.